# Honkisaari (ö i Norra Österbotten, Koillismaa, lat 65,76, long 29,68)
Honkisaari är en ö i Finland. Den ligger i sjön Penikkajärvi och i kommunen Kuusamo i den ekonomiska regionen  Koillismaa ekonomiska region  och landskapet Norra Österbotten, i den nordöstra delen av landet, 700 km norr om huvudstaden Helsingfors. Öns area är 1 hektar och dess största längd är 160 meter i sydöst-nordvästlig riktning.